# 吉什德瓦尔
吉什德瓦尔（Kishtwar），是印度查谟和克什米尔吉什德瓦尔县的一个城镇。总人口15806（2001年）。

## 人口
该地2001年总人口15806人，其中男性9604人，女性6202人；0—6岁人口1758人，其中男966人，女792人；识字率74.32%，其中男性为82.07%，女性为62.32%。